# Zmarli w roku 1997
Lista osób zmarłych w 1997:

## styczeń 1997
- 5 stycznia – Vero C. Wynne-Edwards, brytyjski przyrodnik[1]
- 9 stycznia – Edward Osóbka-Morawski, przewodniczący PKWN, premier Tymczasowego Rządu Jedności Narodowej[2]
- 17 stycznia – Clyde Tombaugh, amerykański astronom, odkrywca planety karłowatej Pluton[3]
- 26 stycznia – Mira Zimińska-Sygietyńska, polska aktorka[4]
- 30 stycznia – Zygmunt Zieliński, burmistrz Skarszew i Kościerzyny, sędzia piłkarski PZPN-u, nauczyciel[5]
- 31 stycznia – Andrzej Szczepkowski, polski aktor[6]

## luty 1997
- 3 lutego – Bohumil Hrabal, pisarz czeski[7]
- 19 lutego – Deng Xiaoping, jeden z najważniejszych polityków w XX-wiecznej historii Chin[8]
- 28 lutego – Mieczysław Jagielski, polski działacz polityczny, wicepremier PRL w latach 1970–1981[9]

## marzec 1997
- 7 marca:
  - Agnieszka Osiecka, polska poetka, autorka tekstów piosenek[10]
  - Edward Mills Purcell, amerykański psycholog[11]
- 9 marca – Notorious B.I.G., raper amerykański[12]
- 10 marca – LaVern Baker, amerykańska czarnoskóra śpiewaczka bluesowa[13]
- 14 marca – Jurek Becker, pisarz niemiecki[14]
- 16 marca – Leda Gloria, włoska aktorka filmowa[15]
- 19 marca – Teresa Tuszyńska, polska aktorka[16]
- 20 marca – Marino Marini, włoski piosenkarz i kompozytor[17]
- 31 marca – Friedrich Hund, fizyk niemiecki[18]

## kwiecień 1997
- 5 kwietnia – Allen Ginsberg, poeta amerykański[19]
- 7 kwietnia – Gieorgij Szonin, radziecki kosmonauta[20]
- 14 kwietnia – Walter Willard Taylor, amerykański antropolog i archeolog[21]
- 16 kwietnia – Roland Topor rysownik, malarz francuski[22]
- 18 kwietnia – Herbert Czaja, niemiecki polityk chadecki, reprezentant „wypędzonych”[23]
- 23 kwietnia – Dorothy Hill, australijska geolożka i paleontolożka
- 27 kwietnia – Piotr Skrzynecki, animator i konferansjer kabaretu Piwnica pod Baranami[24]
- 28 kwietnia – Jan Sawicki, polski taternik[25]

## maj 1997
- 2 maja – John Carew Eccles, australijski neurofizjolog i psycholog[26]
- 4 maja – Wijeyananda Dahanayake, cejloński polityk, premier Cejlonu[27]
- 11 maja – Markus Gähler, szwajcarski skoczek narciarski[28]
- 15 maja – Andrzej Drawicz, polski eseista, krytyk literacki, tłumacz[29]
- 21 maja – Maria Piotrowska, polski reżyser dubbingowy[30]
- 29 maja – Jeff Buckley, amerykański piosenkarz, gitarzysta, autor tekstów[31]

## czerwiec 1997
- 9 czerwca – Witness Lee, chiński kaznodzieja i pisarz chrześcijański[32]
- 21 czerwca – Eusebio Hernández, chilijski koszykasz[33]
- 25 czerwca – Jacques-Yves Cousteau, francuski podróżnik, badacz mórz i oceanów, konstruktor[34]
- 26 czerwca – Israel Kamakawiwo’ole, hawajski muzyk[35]

## lipiec 1997
- 1 lipca – Robert Mitchum, amerykański aktor[36]
- 2 lipca – James Stewart, amerykański aktor[37]
- 5 lipca – Chone Szmeruk, polski jidyszysta, historyk kultury i literatury żydowskiej[38]
- 15 lipca:
  - Gianni Versace, włoski kreator mody[39]
  - Ewa Żygulska, polska malarka, żołnierz Armii Krajowej[40]
- 18 lipca – Eugene Shoemaker, amerykański geolog i astronom[41]
- 19 lipca:
  - Hec Gervais, kanadyjski curler[42]
  - Tadeusz Kowalczyk, polski polityk i przedsiębiorca[43]

## sierpień 1997
- 1 sierpnia – Swiatosław Richter, rosyjski pianista[44]
- 2 sierpnia – William S. Burroughs, amerykański pisarz i poeta[45]
- 4 sierpnia – Jeanne Calment, Francuzka, rekordzistka długości życia ludzkiego[46]
- 9 sierpnia – Robert Satanowski, wieloletni dyrektor Teatru Wielkiego w Warszawie, dyrygent[47]
- 19 sierpnia – Cezary Julski, polski aktor[48]
- 30 sierpnia – Ernest Wilimowski, polski i niemiecki piłkarz[49]
- 31 sierpnia:
  - Diana Spencer, księżna Walii, zginęła w wypadku samochodowym[50]
  - Dodi Al-Fayed, syn bogacza, zginął w wypadku samochodowym w tunelu Alma pod Paryżem, wraz z Dianą Spencer[51]

## wrzesień 1997
- 2 września – Viktor Frankl, psychiatra i psychoterapeuta austriacki, więzień obozów koncentracyjnych[52]
- 4 września – Alfred Kałuziński, reprezentant Polski w piłce ręcznej[53]
- 5 września – Matka Teresa z Kalkuty, siostra zakonna, prowadząca działalność humanitarną w Indiach, laureatka Pokojowej Nagrody Nobla w 1979, święta Kościoła katolickiego[54]
- 7 września – Mobutu Sese Seko, polityk kongijski, prezydent Zairu[55]
- 9 września – Burgess Meredith, amerykański aktor[56]
- 17 września – Ryszard Jacek Żochowski, polski polityk, minister zdrowia i opieki społecznej w latach 1993–1997[57]
- 28 września – Bogdan Blindow, polski animator kultury, zasłużony „kiniarz”[58]
- 29 września – Roy Lichtenstein, amerykański malarz[59]

## październik 1997
- 4 października – Otto Ernst Remer, niemiecki oficer Wehrmachtu[60]
- 8 października – Henryk Bista, polski aktor teatralny i filmowy[61]
- 12 października – John Denver, amerykański piosenkarz, zginął w wypadku lotniczym[62]
- 18 października – Leonard Andrzejewski, polski aktor teatralny i filmowy[63]
- 29 października – Anton Szandor LaVey, założyciel Kościoła Szatana[64]
- 31 października – Tadeusz Janczar, polski aktor[65]

## listopad 1997
- 2 listopada – Günter Biermann, niemiecki polityk[66]
- 8 listopada – Zbigniew Prus-Niewiadomski, polski aktor[67]
- 22 listopada – Michael Hutchence, australijski wokalista, lider zespołu INXS[68]

## grudzień 1997
- 2 grudnia – Abdusattor Eshonqulov, radziecki lotnik wojskowy, Bohater Związku Radzieckiego[69]
- 3 grudnia – Henryk Czarnecki, polski pisarz[70]
- 20 grudnia – Richard Glazar, czeski Żyd, ocalony z obozu zagłady w Treblince, autor wspomnień obozowych[71]
- 21 grudnia – Jan Wilkowski, polski reżyser, dramatopisarz, aktor i lalkarz[72]
- 24 grudnia:
  - Edwin Brzostowski, polski działacz kulturalny[73]
  - Toshirō Mifune, japoński aktor[74]
- 28 grudnia – Heikki Alikoski, fiński astronom[75]